# Haplochromis fuscus
Haplochromis fuscus är en fiskart som beskrevs av Regan 1925. Haplochromis fuscus ingår i släktet Haplochromis och familjen Cichlidae. Inga underarter finns listade i Catalogue of Life.